# Луги (Ленінградська область)
Луги (рос. Луги) — присілок у Лузькому районі Ленінградської області Російської Федерації.
Населення становить 0 осіб. Належить до муніципального утворення Мшинське сільське поселення.

## Історія
Згідно із законом від 28 вересня 2004 року № 65-оз належить до муніципального утворення Мшинське сільське поселення.

## Населення
| 1838 | 1848 | 1862 | 1885 | 1928 | 1958 | 1997 |
| ---- | ---- | ---- | ---- | ---- | ---- | ---- |
| 246  | ↘197 | ↗214 | ↗280 | ↗560 | ↘104 | ↘0   |
| 2007 | 2010 |      |      |      |      |      |
| →0   | →0   |      |      |      |      |      |